# Louis Renault (industriman)

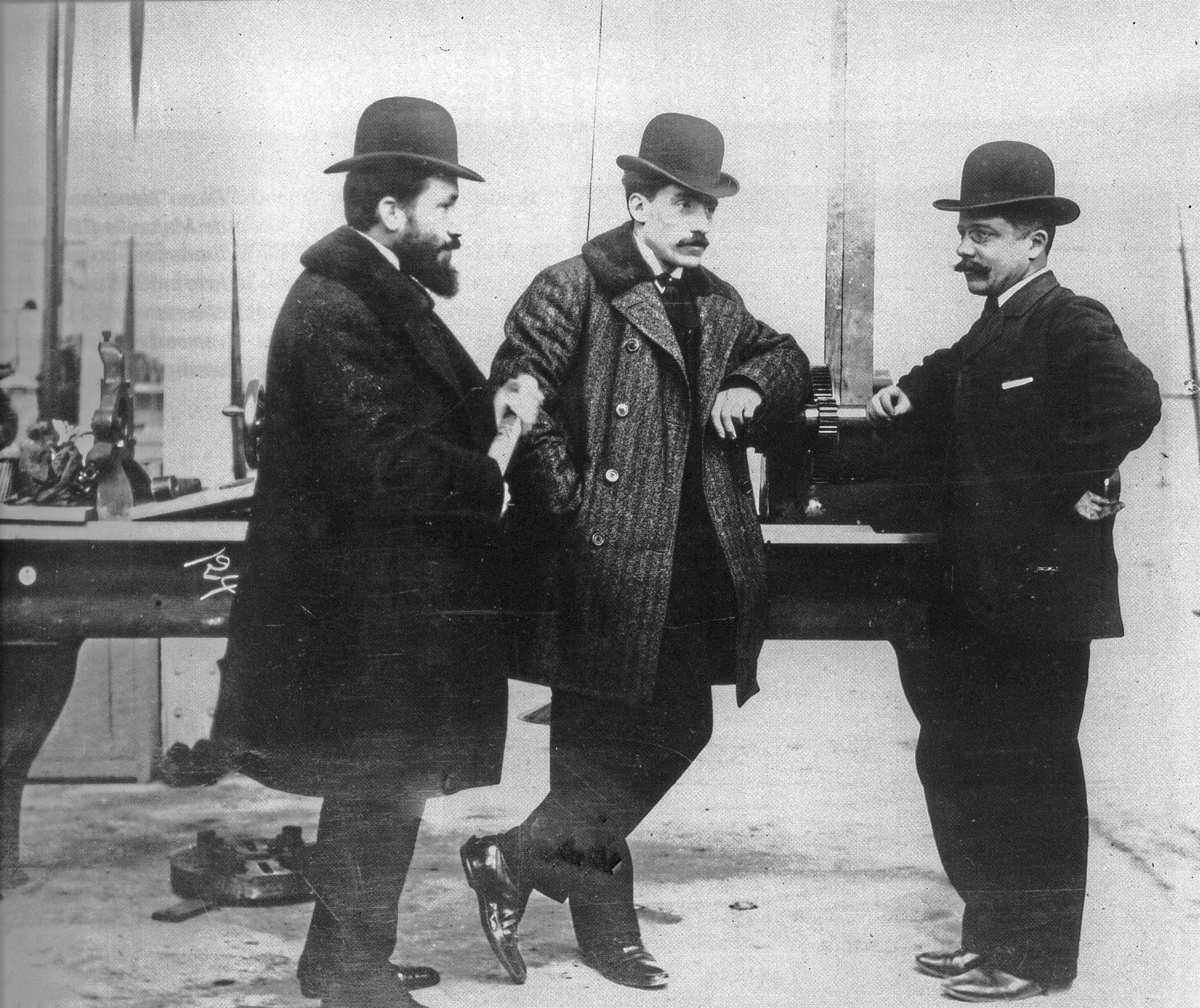
De tre Renault-bröderna: Marcel, Louis och Fernand.

Louis Renault, född 15 februari 1877 i Billancourt, död 24 oktober 1944 i Paris, var en fransk uppfinnare, industriman och grundare av bilmärket Renault.
Louis Renault föddes i en familj av hantverkare som ägde en textilfabrik. Han var fjärde barnet i familjen. Passionerad av mekanik, byggde han en liten verkstad i kanten av familjens trädgård i Billancourt när han var 14 år gammal. Han byggde sin första bil när han var 21 år gammal genom att modifiera en trehjuling av märket De Dion-Bouton. Han gjorde om den till fyrhjuling och framför allt monterade han sin nyuppfunna och direktverkande differentialslutväxel som var kopplad via kardanaxel till en växellåda med tre växlar fram och en backväxel. Bröderna ställde upp i Paris-Trouville-rallyt i augusti 1899 och fick där sin första framgång. Detta fortsatte med Paris-Ostende, Paris-Rambouillet och Toulouse-Paris. Samma år fullbordas konstruktionen av en sedan-bil.

## Renault

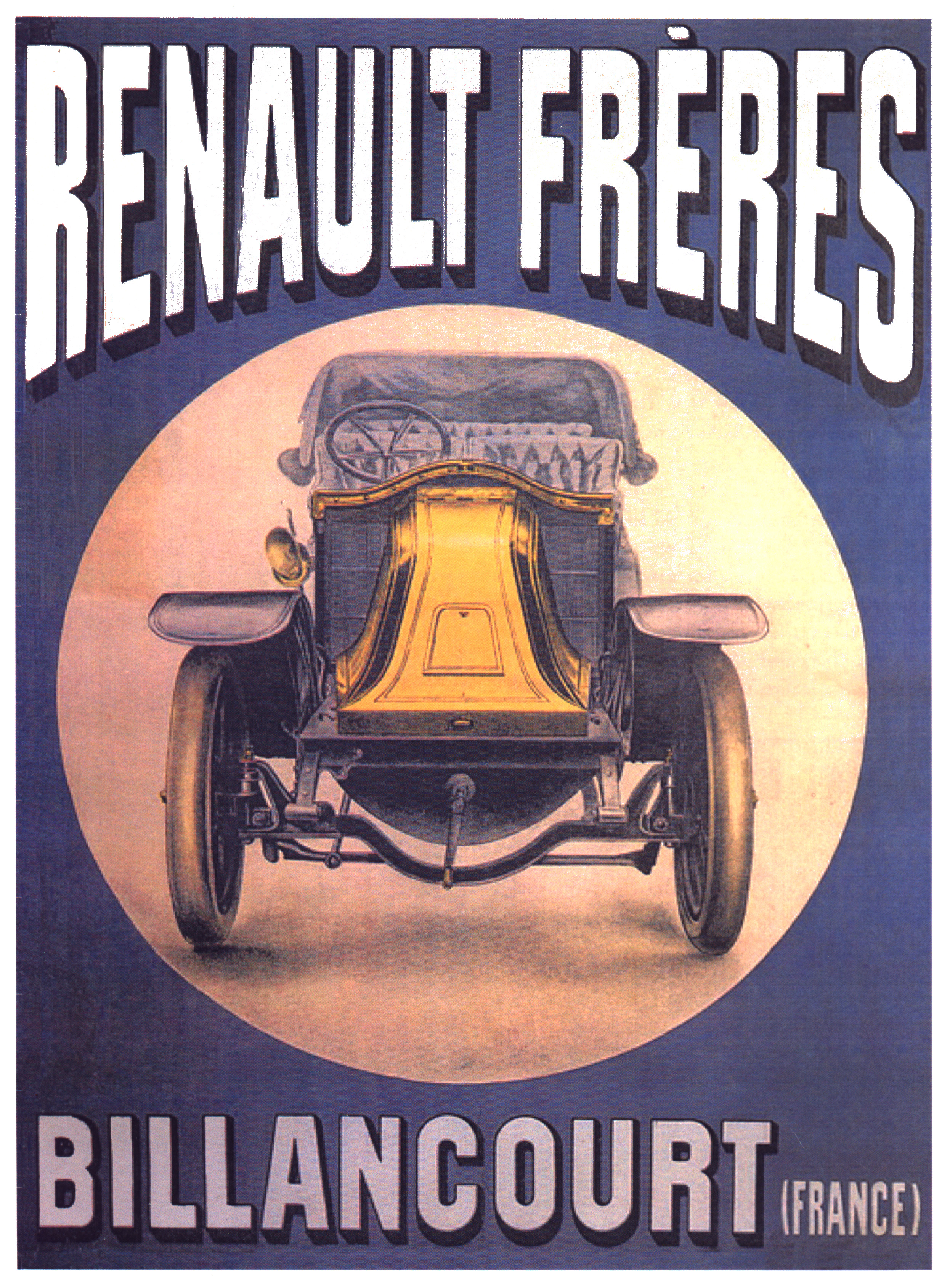
Reklamaffisch från början av 1900-talet

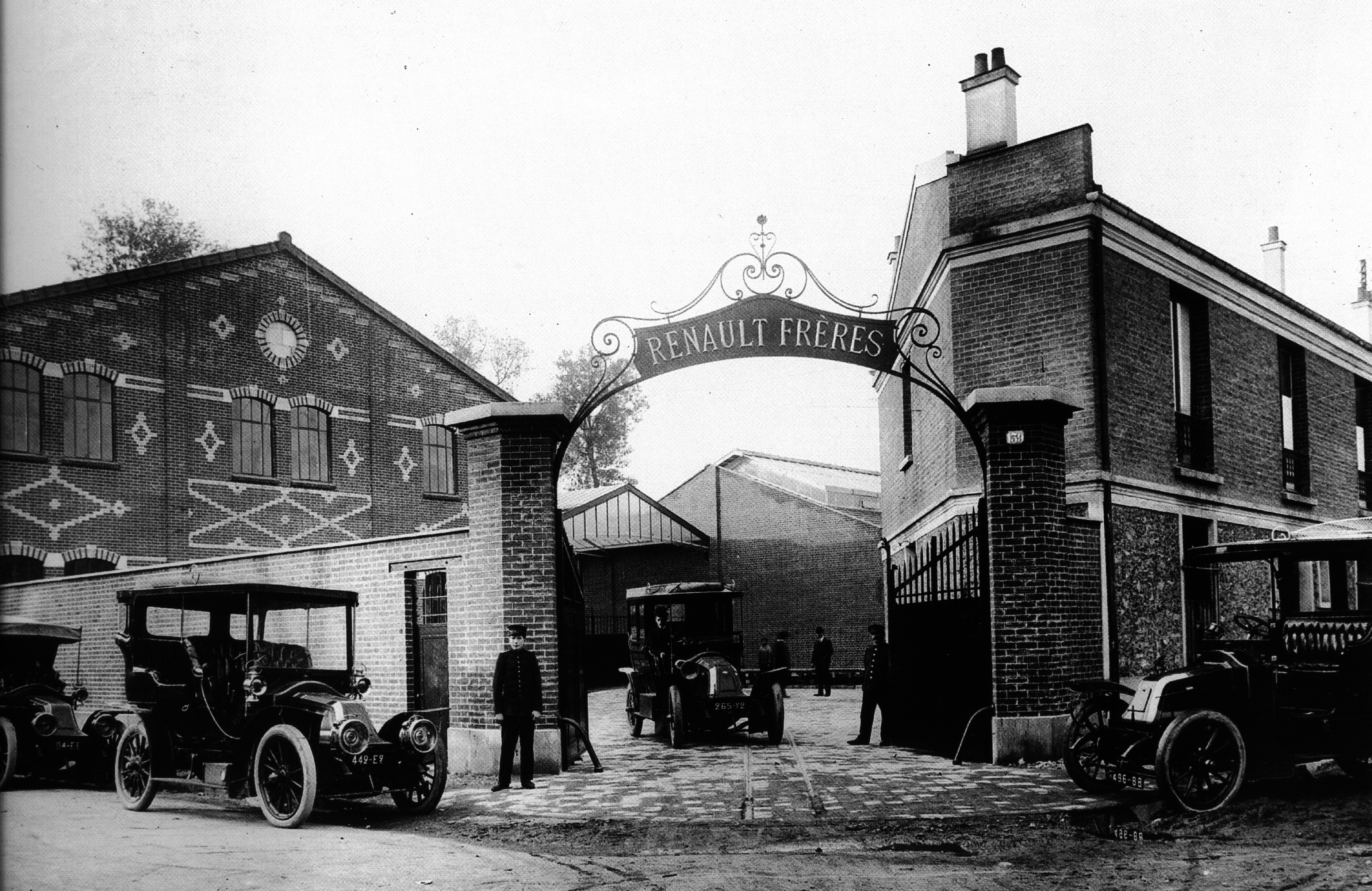
Fabriken Renault Frères i början av 1900-talet

Tillsammans med sina bröder Fernand och Marcel bildade Renault 1899 företaget "Renault Frères" (Bröderna Renault) vilket anställde 60 människor. 1903 ökade Louis sina andelar i företaget på grund av brodern Marcels död i en tävlingsolycka strax dessförinnan i Bordeaux, under Paris-Madrid-rallyt. Den tredje brodern, Fernand, drog sig ur 1908. Louis Renault blev nu ensam ledare av företaget som kom att ombildas till "Automobiles Renault". Louis Renault gjorde en resa till USA 1910 för att studera Henry Fords löpande band-metod. Louis gick 1919 in som en av tre grundare av "Compagnie des messageries aériennes". Företagsimperiet Renault utvecklades vidare, och 1918 var Louis Renault chef över 20 000 anställda, något som skulle hålla i sig i 20 års tid.